# 유진기업
유진기업 (주)는 레미콘, 아스콘 등을 제조/판매하며, 아파트 등을 건설하는 대한민국의 기업이다.

유진기업은 재계 30위권인 유진그룹의 모체이며, 레미콘 업계의 부동의 1위이다.
공격적 M&A로 로젠택배, 유진투자증권 등을 인수하는데 성공, 연 4조원의 매출을 창출하고 있다.

3,000억대의 유동자금을 소유하고 있어 건실한 기업이다.

## 연혁
1984년 6월 13일 창립하였다. 1994년 10월 7일 코스닥에 상장하였다.

## 최근 사건
유진기업은 계열사인 동양과 출자해 유진이엔티라는 특수목적회사를 설립하고 한전KDN 등이 보유한 YTN 지분 30.95%를 인수했다.

## 본점 및 지점 현황
- 본사: 서울특별시 영등포구 여의대로 108 파크원 타워1, 23층
- 부천공장: 경기도 부천시 석천로 457
- 강서공장: 경기도 부천시 오정로 189
- 인천공장: 인천광역시 동구 방축로62번길 37
- 서인천공장: 인천광역시 서구 약암로 1
- 송도공장: 인천광역시 남동구 에코중앙로 11
- 서서울공장: 경기도 고양시 덕양구 통일로493번길 35
- 동서울공장: 경기도 남양주시 진건읍 진관산단로59번길 21
- 남양주공장: 경기도 포천시 내촌면 금강로 2199-50
- 동두천공장: 경기도 동두천시 갈마지길 205
- 춘천공장: 강원도 춘천시 동산면 영서로 915
- 수지공장: 경기도 용인시 처인구 모현읍 포은대로 890
- 광주공장: 경기도 광주시 문현로 91-44
- 안산공장: 경기도 안산시 상록구 반월천북길 188
- 수원공장(레미콘): 경기도 화성시 향남읍 서봉로 720
- 지구공장: 경기도 화성시 향남읍 발안로464번길 25-41
- 수원공장(아스콘): 경기도 화성시 향남읍 서봉로 714
- 평택공장: 경기도 안성시 원곡면 청원로 1752-55
- 안성공장: 경기도 안성시 대덕면 만세로 145
- 천안공장: 충청남도 천안시 동남구 풍세면 풍세로 550
- 세종공장: 세종특별자치시 금남면 안금로 351-43
- 당진공장: 충청남도 당진시 고대면 고대로 158
- K광주공장: 광주광역시 광산구 풍영정길 201
- 나주공장: 전라남도 나주시 남평읍 교원교촌길 22-104
- 군산공장: 전라북도 군산시 외항안길 210
- 김해공장: 경상남도 김해시 상동면 동북로437번길 27-6
- 서울영업소: 서울 용산구 청파로 75,3층
- 경인영업소: 인천광역시 서구 원창동 393-144 B동
- 북부영업소: 경기도 구리시 갈매동 599-2 대방디엠시티 상가동 308호
- 중부영업소: 경기도 화성시 노작로 177 마젤란 오피스텔 2007호
- 남부영업소: 충청남도 천안시 서북구 백석동 1057, 제2층 제 비203호
- 모래부두:  인천광역시 중구 서해대로 7
- 파주석산: 경기도 파주시 법원읍 술이홀로1282번길 187
- 공주석산: 충청남도 공주시 검바위로 95-39